# Pondikoníssi (Crète)
Pondikoníssi, en grec moderne : Ποντικονήσι, est une île inhabitée grecque, située au nord-ouest et à proximité de la Crète. Elle dépend du district régional de La Canée. À proximité de Pondikoníssi se trouve l'îlot Pontikáki.